# 买麻藤
买麻藤（学名：Gnetum montanum），为买麻藤科买麻藤属下的一个变型。

## 扩展阅读
維基物種上的相關：买麻藤